# Aeroportul Delta Junction
Aeroportul Delta Junction (IATA: DJN, FAA LID: D66) este un aeroport din Alaska, Statele Unite ale Americii ce deservește zona Delta Junction. A fost numit după zona deservită.
Situat la o altitudine de 351 m, aeroportul dispune de 1 pistă.

## Infrastructură

### Piste
Aeroportul dispune de o singură pistă. Pista 07/25 are suprafața de pietriș și dimensiunile 2.500 picioare × 60 picioare. 